# Llau dels Mallols (Vilamolat de Mur)
La llau dels Mallols és una llau del Pallars Jussà que discorre pel terme de Castell de Mur (antic terme de Mur), en territori de Vilamolat de Mur.
Es forma als Mallols de Josep, a llevant de Casa Josep, al nord-est de Vilamolat de Mur. És al vessant nord del Serrat de la Solana, discorre fent ziga-zagues en direcció a llevant, i en poc tros s'integra en el barranc de Rius.